# Main-Tauber-Kreis
Main-Tauber-Kreis este un Kreis în landul Baden-Württemberg, Germania.
1. 1 2  GeoNames